# Dune: Awakening
Dune: Awakening est un jeu vidéo en ligne massivement multijoueur de survie développé et édité par le studio norvégien Funcom. Il se déroule dans l'univers de Dune créé par Frank Herbert. Il est annoncé lors de la Gamescom 2022 et sort le 10 juin 2025 sur Windows, avec une sortie prévue ultérieurement sur PlayStation 5 et Xbox Series.

## Système de jeu
Dune: Awakening est un jeu en ligne massivement multijoueur où les joueurs doivent survivre dans le désert d'Arrakis. Il se déroule dans un monde ouvert,.

## Développement
En février 2019, la société de développement et d'édition de jeux vidéo norvégienne Funcom annonce avoir conclu un partenariat avec Legendary Pictures, qui possède les droits d'adaptation de Dune depuis 2016, pour le développement de jeux inspirés de cet univers. Le contrat est signé pour six ans et trois jeux sont prévus, dont Dune: Spice Wars édité par Funcom, développé par le studio bordelais Shiro Games et sorti en accès anticipé en avril 2022. Dune: Awakening est quant à lui annoncé en août 2022 lors de la Gamescom 2022. Il est développé directement par Funcom, à l'origine notamment du jeu de survie dans le désert Conan Exiles, sorti en 2018.
Le jeu sort sur Microsoft Windows le 10 juin 2025 et est prévu sur PlayStation 5 et Xbox Series pour 2026.